# Феррер, Жауме
Жауме Феррер (кат. Jaume Ferrer); ? — после 10 августа 1346) — каталонский мореплаватель и исследователь XIV века.

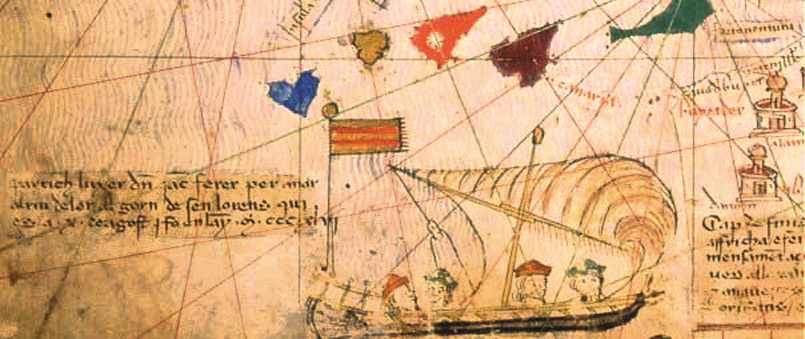
Деталь Каталанского атласа 1375 г. с изображением корабля Жауме Феррера

Родился в королевстве Мальорка. О Ж. Феррере известно очень мало, за исключением того, что он был капитаном дальнего плавания, который отправился с острова Мальорка на одномачтовой грузовой галере 10 августа 1346 года и проплыл вдоль побережья Западной Африки в поисках легендарной «Riu de l’Or» («Золотой реки»), но результат его поисков и судьба неизвестны.
Практически единственная информация о его экспедиции — это изображение и примечание, данное в Каталанском атласе 1375 года. Географическое положение корабля (ниже Канарских островов) позволяет предположить, что Феррер, вероятно, проплыл мимо мыса Бохадор, в то время являвшегося высшей точкой судоходства, за пределы которого европейские корабли не осмеливались плыть. Если Феррер выжил и вернулся, то его подвиг почти на целое столетие предшествовал знаменитому успешному прохождению этого мыса португальским исследователем Жилем Эанешем в 1434 году.
Есть отголоски дополнительной информации, содержащейся в записке в секретных архивах Генуэзской Республики (обнаружены в 1802 г.), где речь идет об экспедиции, отмечая, что «Джоаннис Ферне», каталонец, оставил «город Майорканцев» на галеасе 10 июля 1346 г., но о судне больше никогда не слышали, что он отправился на поиски Riu Auri («Золотой Реки»), ибо узнал, что это было место сбора aurum de paiola (возможно, «золотых самородков»), что также может трактоваться не только как «самородок», но и как название речного острова, изображенного на карте братьев Пиццигани 1367 года и что по берегам этой реки все люди участвуют в сборе золота и что эта река была достаточно широкой и глубокой для прохождения по ней самых больших кораблей.

## Память
- Памятник Ферреру установлен в его родном городе Пальма на Мальорке.
- Там его именем названа улица.